# ريتشارد دي أوليفيرا كوستا
ريتشارد دي أوليفيرا كوستا (بالبرتغالية: Richard de Oliveira Costa‏) هو لاعب كرة قدم برازيلي في مركز حراسة المرمى، ولد في 1 مارس 1991 في ساو باولو في البرازيل. لعب مع نادي بارانا.

## وصلات خارجية
- ريتشارد دي أوليفيرا كوستا على موقع قاعدة بيانات كرة القدم.إي يو (الإنجليزية)
- ريتشارد دي أوليفيرا كوستا على موقع Soccerway.com (الإنجليزية)